# Andreaea borbonica
Andreaea borbonica är en bladmossart som beskrevs av Bescherelle 1880. Andreaea borbonica ingår i släktet sotmossor, och familjen Andreaeaceae. Inga underarter finns listade i Catalogue of Life.